# Le diable au coeur
Le diable au coeur è un film del 1928 diretto da Marcel L'Herbier. Il film è conosciuto anche col titolo in inglese The Devil in the Heart.

## Trama
Ludivine Bucaille è una ragazza di famiglia povera che vive in un piccolo porto francese di pescatori. Ludivine occupa il suo tempo libero con un gruppo di bambini. A casa è un disastro, con un padre alcolizzato e due fratelli più giovani incontrollabili. Durante una notte Ludivine e i bambini decidono di attaccare la casa di un'altra famiglia di pescatori, ma vengono scoperti e rimproverati dal figlio Delphin. Per questo motivo Ludivine augura al padre Leherg e suo figlio Delphin che muoiano entrambi in mare. Il giorno seguente Ludivine apprende che Delphin e suo padre sono stati pesca ed hanno subito un naufragio in cui è morto Leherg. Ludivine per questo si sente in colpa. La madre di Delphin affranta muore di crepacuore. Ludivine convince i suoi genitori a prendersi Delphin, che entrambi si innamorano e si fidanzano. Il padre di Ludivine, vuole però che sposi il proprietario di un bar che si chiama Lauderin. Ludivine accetta perché in un momento di gelosia pensa che Delphin l'abbia tradita. Il giorno seguente Ludivine prende una barca per incontrarsi con Delpin ma Lauderin di nascosto entra nella barca tentando di violentarla, Delphin la salva e così i due finalmente possono unirsi.

## Restauro
- dagli archivi cinematografici francesi del CNC (2008)[1]